# Calling Dead Red Roses
Calling Dead Red Roses war eine Band aus Hamburg, die zu den frühesten Gothic-Rock-Formationen in Deutschland zählte.

## Geschichte
Die Band wurde von Thomas Lücke (Gesang, Keyboard) und Hauke Harms (Keyboard) als Duo gegründet. Später stießen Torsten Hammann (Gitarre) und Roland Weers (Gesang, Gitarre) hinzu. Die Musik wurde häufig als „Slow Goth“ umschrieben, als Half-Speed-Version der Sisters of Mercy.
In ihrer kurzen Schaffensperiode nahmen sie zwei Demo-Tapes auf und gaben mehrere Konzerte in Hamburg, wie bspw. in der Diskothek „Kir“, in der Hamburger Markthalle und im Café „Schöne Aussichten“. Dabei spielten sie unter anderem als Support für Bands wie Twice a Man.
Ende 1985 trennten sich Calling Dead Red Roses nach einem Abschiedskonzert aufgrund musikalischer Differenzen. Aus der Gruppe gingen anschließend die Bands Girls Under Glass und Cancer Barrack hervor.
1991 wurden die Aufnahmen aus dem Jahr 1985 neu gemischt und auf dem Label Darkstar (Strange Ways) unter dem Titel 1985 im CD-Format veröffentlicht.

## Diskografie
- 1985: Calling Dead Red Roses (MC)
- 1991: 1985 (CD)